# 川越市立霞ヶ関東中学校
川越市立霞ケ関東中学校（かわごえしりつ かすみがせきひがしちゅうがっこう）は、埼玉県川越市的場にある公立中学校

## 沿革
- 1977年（昭和52年）4月1日 - 川越市立霞ヶ関中学校を分離して川越市立霞ヶ関東中学校として開校
- 1978年（昭和53年） - 校旗、校歌制定[1]

## 教育目標
- 自ら学ぶ　心身ともに　健やかな生徒[1]

## 通学区域
- 霞ケ関北1丁目
- 霞ケ関北2丁目
- 霞ケ関北3丁目
- 霞ケ関北4丁目
- 霞ケ関北5丁目
- 霞ケ関北6丁目
- 霞ケ関東1丁目
- 霞ケ関東2丁目
- 霞ケ関東3丁目
- 霞ケ関東4丁目
- 霞ケ関東5丁目
- 的場
- 的場北1丁目
- 的場北2丁目
- 的場新町[2]